# Vlag van de Republiek Gumuljina

Vlag van de Republiek van Gumuljina

De vlag van de Republiek van Gumuljina bestaat uit drie horizontale banen in groen-wit-groen, met aan de hijszijde een zwarte verticale band waarin een groene driehoek met een witte halve maan en drie witte vijfpuntige sterren staan. De Republiek van Gumuljina gebruikte deze vlag gedurende haar hele (korte) bestaan in 1913.
De sterren en halve maan zijn afgeleid van de vlag van het Ottomaanse Rijk en symboliseren de Turkse bevolking van het gebied. Het zwart staat voor het kwaad dat de oorlogen in het gebied hebben aangericht; de republiek ontstond tijdens de Balkanoorlogen. Het wit staat voor het bereiken van de onafhankelijkheid.
De vlag wordt tegenwoordig gebruikt door de moslimminderheid in Grieks-Thracië.